# 소하체프군

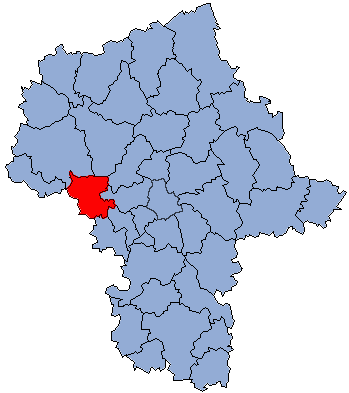
마조프셰주 지도에 표시된 소하체프군의 위치

소하체프군(폴란드어: powiat sochaczewski)은 폴란드 마조프셰주에 위치한 군으로 군청 소재지는 소하체프이며 면적은 731.02km2, 인구는 85,024명(2019년 기준), 인구 밀도는 120명/km2이다.
북쪽으로는 프원스크군, 북동쪽으로는 노비드부르군, 동쪽으로는 서바르샤바군, 그로지스크군, 남동쪽으로는 지라르두프군, 남쪽으로는 우치주 스키에르니에비체군, 남서쪽으로는 우치주 워비치군, 서쪽으로는 고스티닌군, 북서쪽으로는 프워츠크군과 접한다. 8개 지방 자치체(1개 도시, 7개 농촌)를 관할한다.

군기
군 문장